# Walter Arlen
Walter Arlen (geboren 31. Juli 1920 in Wien als Walter Aptowitzer; gestorben 2. September 2023 in Los Angeles) war ein österreichisch-US-amerikanischer Musikkritiker, Musikpädagoge und Komponist.

## Leben
Walter Arlen wurde am 31. Juli 1920 als Walter Aptowitzer in Wien-Ottakring geboren und wuchs im 1890 gegründeten Kaufhaus seiner Großeltern mütterlicherseits, Leopold und Regine Dichter („Kaufhaus Dichter“ in der Brunnengasse 40, einer damals belebten Marktstraße des Proletarierviertels) auf, wo er ein eigenes Zimmer mit einem Klavier hatte. Sein Großvater hatte das musikalische Talent Walters entdeckt und auf Anraten des Musikwissenschaftlers Otto Erich Deutsch (1883–1967) dem Knaben Klavierunterricht erteilen lassen. Walter befreundete sich mit seinem gleichaltrigen Schulkollegen Paul Hamburger, dessen Musikkenntnisse und gemeinsame Opernbesuche ihn stark beeinflussten.
Nach dem „Anschluss“ 1938 drangen SA-Männer in das Kaufhaus und die Wohnung ein und brachten den Vater in ein Sammellager in der Karajangasse. Walter Arlen beobachtete, wie Juden mit Zahnbürsten Wiener Straßen putzen mussten. Im Zuge der „Arisierung“ wurden sowohl das Kaufhaus als auch die Wohnung und das Vermögen der Familie (rund 450.000 Reichsmark) enteignet und gingen in den Besitz der Nationalsozialisten über. Die Familie lebte fortan in einer Pension, die Mutter auch zeitweise in einem Sanatorium, da sie suizidal war. Der Vater wurde vorübergehend freigelassen, dann aber in das KZ Dachau und anschließend in das KZ Buchenwald deportiert. Am 14. März 1939 verließ Walter Arlen Wien, die Bürgschaft einer in Chicago lebenden Tante ermöglichte ihm die Einreise in die USA. Von Triest aus trat er am 16. März 1939 auf der SS Vulcania die Reise in die neue Heimat an und kam am 30. März 1939 in New York City an. Begleitet wurde er von seiner Mutter Mina. Die Fahrt in die Vereinigten Staaten wurde laut Angabe auf den damaligen Dokumenten vom Großvater bezahlt. Als Kontakt in Chicago wurde ein Cousin namens Rene Wahl genannt. Bereits am 8. August 1939 gab er seine Declaration of Intention, die Absichtserklärung, US-Staatsbürger werden zu wollen, ab. Im Juni 1944 erfolgte seine Petition of Naturalization, sein Einbürgerungsantrag.
Während seine Eltern und seine fünf Jahre jüngere Schwester Edith, spätere Arlen Wachtel, nach London flüchten konnten – Walters Vater Michael Aptowitzer war nach zweimonatiger Lagerhaft im KZ Buchenwald freigelassen worden und die Familie mit von Walter vor dessen Ausreise besorgten Visa emigriert –, gelangte Walter 1939 zu Verwandten in Chicago, wo er die meiste Zeit des Zweiten Weltkriegs verbrachte. Er arbeitete zuerst in einem Pelzhandel (Berufsbezeichnung: furrier (= Pelzhändler)), dann in einer Chemiefabrik. Bei seinem Einbürgerungsantrag im Juni 1944 gab er an, arbeitsloser chemischer Analyst zu sein. Da ihm das Komponieren nicht möglich war, verfiel er in Depressionen; auf Anraten eines Psychoanalytikers suchte er einen Lehrer und studierte bei Leo Sowerby, gewann in der Folge einen Studienaufenthalt als „Composer in residence“ bei Roy Harris und blieb vier Jahre bei diesem.
Nach dem Krieg zog er nach Santa Monica, um an der University of California, Los Angeles zu studieren. Schon bald wurde ihm empfohlen, für die Los Angeles Times als Musikkritiker zu arbeiten; daneben studierte er weiter bei Lukas Foss. Da er das Dasein als Musikkritiker  mit der Tätigkeit als Komponist unvereinbar fand, unterrichtete er an diversen lokalen Colleges und Universitäten, bis er eingeladen wurde, an der Loyola Marymount University ein Music Department einzurichten und diesem selbst vorzustehen. 1986 vertonte er spontan einige Gedichte des hl. Johannes vom Kreuz; ab da komponierte er wieder bis zu seiner Erblindung durch Maculadegeneration um 2000.
Er übernahm die künstlerische Leitung der Amerikanischen Akademie der Künste in Verona in Italien. Er war musikalischer Berater für den Internationalen José-Iturbi-Klavierwettbewerb in Valencia in Spanien.
Arlen übergab der Musiksammlung der Wienbibliothek im Rathaus seinen Vorlass mit eigenhändigen Kompositionen vorwiegend für Gesang und Klavier, Korrespondenzen von Jean Sibelius und Charles Haubiel sowie eine Fotosammlung, die seine Familie betrifft.
2020 erhielt er die Ehrenbürgerschaft der Gemeinde Bad Sauerbrunn. und bekam eine wichtige Rolle in einer Netflix Dokumentation
Im September 2023 starb Arlen im Alter von 103 Jahren.

## Familienherkunft
Mütterlicherseits:
Über Walter Arlens Großeltern mütterlicherseits, Leopold und Regine Dichter, war sein Cousin Ernest Dichter (1907–1991; geboren als Ernst Dichter), Dekorateur der 48 Schaufenster des Warenhauses der Familie, bevor er zu dem „Reklameguru“ und Millionär wurde, der weltweit Berühmtheit für seinen legendär gewordenen Benzin-Werbeslogan “Put a Tiger in your Tank!” (deutsch: „Pack den Tiger in den Tank!“), sowie dessen marktpsychologischen Thesen, denen „Präsidenten, Könige und Industriekapitäne der ganzen Welt folgten“, erlangt hatte.
Über Hanna Doppler, geborene Dichter und Schwester des Großvaters Leopold, die bereits im Jahr 1891 von Wien nach Chicago ausgewandert war, ist er mit der Anwalts- und Unternehmerfamilie Pritzker verwandt:
Hannas Tochter Fanny (Cousine von Walter Arlens Mutter) heiratete den Anwalt Abram „Abe“ Nicholas Pritzker (1896–1986), Gründer der Hotelkette Hyatt (1957). Deren gemeinsamer Sohn Jay Pritzker (1922–1999) rief gemeinsam mit seiner Frau Marian („Cindy“) im Jahr 1979 den Pritzker-Preis für Architektur (englisch: Pritzker Architecture Prize) ins Leben.
Weiterhin verwandt ist Walter Arlen unter anderen über Abe Pritzkers Söhne Robert Alan (1926–2011) und Donald Nicholas (1932–1972) mit Abes Enkelkindern Jennifer N. Pritzker (* 1950; Tochter von Robert; Unternehmerin und Offizierin in der U.S. Army und erste transgender Milliardärin), Penny Pritzker (* 1959; Tochter von Donald; Unternehmerin und ehemalige Handelsministerin unter US-Präsident Barack Obama) und J. B. Pritzker (* 1965; Sohn von Donald; Geschäftsmann und demokratischer Gouverneur des Bundesstaates Illinois).
Väterlicherseits:
Über seine Vorfahren väterlicherseits erzählte Arlen im Juli 2020 in einem Künstlerporträt:

„Während der österreichisch-ungarischen Monarchie war es gesetzlich vorgeschrieben, dass zusätzlich zur jüdischen Zeremonie eine Ehe auch vor dem zuständigen Standesamt geschlossen werden musste. Mein Großvater väterlicherseits hieß Wolf Preis; er heiratete Hanna Aptowitzer nach jüdischem Ritus, aber sie ließen sich nicht standesamtlich trauen. Jedoch: Kinder eines solcherart nicht zivilrechtlich verheirateten Paares galten als unehelich, und diese Kränkung wurde in die Geburtsurkunde eingetragen. Meine Großmutter hätte also eigentlich Hanna Preis heißen müssen, mein Vater Michael Preis und ich Walter Preis. Die Archive der Wiener Israelitischen Kultusgemeinde enthalten zehntausende solcher Fälle, weil die meisten Juden die zusätzliche nichtreligiöse Zeremonie mieden. Der Name Aptowitzer kommt wahrscheinlich aus einem Gebiet östlich von Dresden oder aus der Umgebung von Tarnopol in Galizien.“

Der Neffe seiner Großmutter war „Professor Victor (Avigdor) Aptowitzer (1871–1942), Rektor der Wiener Israelitisch-Theologischen Lehranstalt für die Rabbiner-Ausbildung von 1923 bis 1938 und einer der großen Bibel-Gelehrten seiner Zeit“.
Arlen wies darauf hin, dass der Name Aptowitzer in Soma Morgensterns Roman Idyll im Exil aufscheint, der demnach vermutlich in den mittleren 1930er Jahren entstanden sei.

## Werke
Siehe Werksliste in: exil.arte. Internationale Datenbank der künstlerischen Nachlässe.

## Auszeichnungen
- 2008: Goldenes Ehrenzeichen für Verdienste um die Republik Österreich[15][16]
- 2011: Goldenes Verdienstzeichen des Landes Wien[7]
- 2015: Goldener Rathausmann der Stadt Wien[17]
- 2020: Ehrenbürger der Gemeinde Bad Sauerbrunn[9]

## Film
- 2002: Die Geschwister Walter Arlen und Edith Arlen (1925–2012). Interview in der Reihe Vertrieben. Juden und Jüdinnen aus dem Burgenland im Interview zum gleichnamigen Buch, 2004.[18]
- 2018: Das erste Jahrhundert des Walter Arlen. Dokumentarfilm. Produktion: Plaesion Film, Vision e. U., Regie/von: Stephanus Domanig, Komposition: Walter Arlen. AT/US 2018, 94 min (91 min nach Presseheft), Deutsch / Englisch mit deutschen Untertiteln. Erstaufführung: Viennale 2018.[19][20]
- 2020: Die Stadt ohne Juden, neue Filmmusik zur restaurierten Fassung des Stummfilms.
- 2023: Eldorado – Alles, was die Nazis hassen. Dokumentarfilm. Produktion: Netflix.